# Mario Scelba
Mario Scelba (5. září 1901, Caltagirone, Catania – 29. října 1991, Řím) byl italský křesťanskodemokratický a konzervativní politik. V letech 1954–1955 byl premiérem Itálie. V letech 1945–1947 ministrem pošt a komunikací, v letech 1947–1953, 1954–1955 a 1960–1962 ministrem vnitra. Od roku 1969–1971 působil jako předseda Evropského parlamentu.

## Biografie
Vystudoval práva na Univerzitě v Římě. Již před druhou světovou válkou působil v Lidové straně (Partito Popolare Italiano), po válce se zapojil do vytváření nové strany Křesťanská demokracie (Democrazia Cristiana).
Narodil se na Sicílii, odtud jeho pozdější politická přezdívka "Železný Sicilián", kterou si vysloužil především za tvrdé policejní zásahy proti levicovým demonstrantům a dělnickým protestům v době, kdy byl ministrem vnitra. Vytvořil zvláštní jednotku čítající 200 000 mužů pro zásahy na demonstracích známou jako Reparto Celere, jejímž symbolem se staly jeepy, které používala. Známý je též jeho zákon, tzv. Lex Scelba, který potíral aktivity komunistické strany a odborů. Během generální stávky roku 1950 nechal Scelba pozatýkat 7000 lidí. Patřil rovněž k organizaci Gladio, která plánovala partyzánskou válku po očekávané invazi Varšavské smlouvy na západě.
Zvláštní odpor vyvolal masakr na oslavách 1. máje v sicilském městě Portella della Ginestra, při němž bylo zavražděno 11 lidí. Scelba událost vysvětloval jako nepolitický kriminální čin mafie, posléze se však objevila obvinění, že policie na akci spolupracovala společně s krajní pravicí. Soud však zbavil Scelbu jakékoli odpovědnosti, přestože jeden z vrahů Gaspare Pisciotta svědčil o kontaktech přímo s ním. Když byl později Pisciotta nalezen mrtvý ve své cele (pitva ukázala otravu strychninem), vynořila se nová série pochybností a konspiračních teorií.
Scelba byl též proslulý svými extrémně konzervativními názory, například brojil proti líbání na veřejnosti, příliš odhalujícím plavkám či dokonce nahým sochám. Paradoxně však v mnoha oblastech patřil k levicovému křídlu své strany, věřil, že velkorysé sociální reformy (například pozemková) by mohly vzít komunistům půdu pod nohama.
Jeho metody často kritizovali i demokratičtí politici, ba i spolustraníci. K jeho oponentům uvnitř Křesťansko-demokratické strany patřili zejména Giuseppe Pella a Amintore Fanfani, kteří se podepsali i na jeho pádu roku 1955. Po něm Scelba vedl pravicové křídlo strany a protestoval proti každé spolupráci s levicí, k níž se ovšem řada budoucích premiérů za Křesťansko-demokratickou stranu odhodlala.
Roku 1958 Scelba nakonec založil vlastní konzervativní stranu Centrismo popolare.